# Карсіно
Карсіно (пол. Karsino) — село в Польщі, у гміні Постоміно Славенського повіту Західнопоморського воєводства.
Населення — 127 осіб (2011).
У 1975-1998 роках село належало до Слупського воєводства.

## Демографія
Демографічна структура станом на 31 березня 2011 року:
|          | Загалом | Допрацездатний вік | Працездатний вік | Постпрацездатний вік |
| -------- | ------- | ------------------ | ---------------- | -------------------- |
| Чоловіки | 63      | 14                 | 45               | 4                    |
| Жінки    | 64      | 20                 | 33               | 11                   |
| Разом    | 127     | 34                 | 78               | 15                   |